# Brachoria hansonia
Brachoria hansonia är en mångfotingart som beskrevs av Ottis Robert Causey 1950. Brachoria hansonia ingår i släktet Brachoria och familjen Xystodesmidae. Inga underarter finns listade i Catalogue of Life.